# Sahid Xerfan
Sahid Xerfan (São Paulo, 25 de junho de 1941) é um político e empresário brasileiro filiado ao Progressistas (PP). Foi vereador e prefeito do município de Belém por duas vezes.

## Biografia
Empresário do setor de comércio atacadista, iniciou a vida política ao assumir a prefeitura de Belém em abril de 1983, nomeado pelo então governador do Pará Jader Barbalho (1983-1987), do Partido do Movimento Democrático Brasileiro, e permanecendo no cargo até julho do mesmo ano. Voltou a assumir o mesmo posto, dessa vez através de vitória eleitoral, em 1988, desta vez na legenda do Partido Trabalhista Brasileiro.
Desincompatibilizou-se do cargo de prefeito em abril de 1990 para concorrer ao governo do Estado do Pará em 1990, pela coligação integrada pelo PTB, pelo Partido Democrático Social, pelo Partido da Reconstrução Nacional e pelo Partido Liberal. Foi apoiado pelo então governador Hélio Gueiros (1987-1991) e pela poderosa família Maiorana, proprietária do jornal O Liberal, mas terminou derrotado, por pequena margem de votos, por Jader Barbalho, que havia rompido politicamente com Gueiros.
Em abril de 2005, assumiu a Secretaria de Estado Executivo de Obras Públicas do Pará, na gestão do governador Simão Jatene (2003-2007), do Partido da Social Democracia Brasileira (PSDB). Pouco tempo depois, deixou o PP para se filiar, no mesmo ano, ao PL, agremiação ligada no Pará ao grupo Maiorana. Em julho de 2005, foi eleito para compor o diretório regional do PL. Deixou a Secretaria de Obras Públicas em março de 2006.
Em outubro de 2008, Sahid Xerfan reelegeu-se vereador em Belém, na legenda do PP. Assumiu na Câmara Municipal a liderança do partido e passou a integrar a bancada de oposição ao prefeito eleito naquele pleito, Duciomar Costa, insurgindo-se contra vários projetos da nova administração, como os de privatização do setor de águas e esgotos. Em maio de 2009, acusou a prefeitura de irregularidades na aplicação de verbas federais na Macrodrenagem da Bacia da Estrada Nova, prevista para implantar o chamado Portal da Amazônia, obra incluída no Programa de Aceleração do Crescimento (PAC) do Governo Federal. Xerfan apresentou no mesmo mês, na câmara municipal, documentos que comprovariam indícios das irregularidades apontadas, cuja existência foi negada pela prefeitura.
Em setembro de 2009, em debate na Câmara dos Vereadores sobre o projeto de lei concedendo benefícios fiscais a empresas de transporte coletivo, defendido pela prefeitura, opôs-se à medida, considerando que a mesma afrontava a Constituição e a Lei de Responsabilidade Fiscal.

Foi Secretário do Esporte e Lazer do Pará (Seel), em janeiro de 2011, no segundo governo de Simão Jatene quando deixou o posto para cuidar da saúde de um parente próximo. Outra versão que explica o afastamento do governo, seria a condenação do TCU que o impedia de exercer função pública de agosto de 2008 a agosto de 2018.